# Strisores
Die Strisores sind ein Taxon (eine systematische Gruppe) der Vögel. Es umfasst sechs rezente Ordnungen mit acht Familien und etwa 600 Arten, darunter der im Sommer auch in Mitteleuropa vorkommende Mauersegler und die Kolibris. Verbreitungsschwerpunkt der Strisores sind die Tropen und Subtropen. Die wenigen auch in gemäßigten Breiten lebenden Arten sind Zugvögel.
Die Höhlenschwalme (Aegothelidae), die Nachtschwalben (Caprimulgidae), die Tagschläfer (Nyctibiidae), die Eulenschwalme (Podargidae) und die Fettschwalme (Steatornithidae) sind nachtaktiv, während die drei Familien der Seglervögel (Apodiformes) tagaktiv sind, wie die meisten anderen Vögel.

## Merkmale
Die Verwandtschaft der sechs Ordnungen der Strisores gründet sich auf molekularbiologische Untersuchungen und wird nicht durch morphologische Merkmale gestützt, die für alle Mitglieder der Gruppe gelten. Alle Untertaxa der Strisores mit Ausnahme der Fettschwalme besitzen 17 oder 18 freie Wirbel vor dem Kreuzbein (Sakrum); die Fettschwalme haben 19, was als eine ursprüngliche Merkmalsausprägung gilt. Der Schnabel ist bei den meisten Taxa der Strisores kürzer als der Rest des Kopfes. Ausnahmen sind die Eulenschwalme, die Kolibris und die ausgestorbene Gattung Fluvioviridavis. Für einige Taxa der Strisores wurden einige weitere gemeinsame, osteologische Merkmale gefunden. Sie sind aber nie bei allen nachzuweisen.

## Systematik
Die Bezeichnung Strisores wurde 1847 durch den deutschen Ornithologen Jean Louis Cabanis eingeführt. Cabanis gab den Strisores den Rang einer Ordnung und zählte auch den Hoatzin (Opisthocomus hoazin), die Mausvögel (Coliidae) und die Turakos (Musophagidae) dazu. Die drei Taxa gehören heute zu eigenständigen, monotypischen Ordnungen, die nicht Teil der Strisores sind. Die heutige Zusammensetzung der Strisores wurde mittels DNA-Vergleichen ermittelt und gilt als gesichert.
Die fünf nachtaktiven Familien der Strisores wurden bis vor kurzem einer gemeinsamen Ordnung zugerechnet, den Schwalmartigen (Caprimulgiformes), die sich jedoch als polyphyletisch herausstellte, da einige Familien der Schwalmartigen näher mit den Seglervögeln verwandt sind als mit den übrigen Schwalmartigen. Um wieder zu monophyletischen Taxa zu kommen und da sich die Familien schon im Paläozän vor 65 bis 60 Millionen Jahren voneinander getrennt haben, wurden sie in fünf eigenständige Ordnungen gestellt.
- Ordnung Caprimulgiformes
  - Familie Nachtschwalben (Caprimulgidae)
- Ordnung Steatornithiformes
  - Familie Fettschwalme (Steatornithidae)
- Ordnung Nyctibiiformes
  - Familie Tagschläfer (Nyctibiidae)
- Ordnung Podargiformes
  - Familie Eulenschwalme (Podargidae)
- Ordnung Aegotheliformes
  - Familie Höhlenschwalme (Aegothelidae)
- Ordnung Seglervögel (Apodiformes)
  - Familie Baumsegler (Hemiprocnidae)
  - Familie Segler (Apodidae)
  - Familie Kolibris (Trochilidae)

## Belege
1. 1 2 3  Albert Chen, Daniel J. Field: Phylogenetic definitions for Caprimulgimorphae (Aves) and majorconstituent clades under the International Code of PhylogeneticNomenclature. Oktober 2020, Vertebrate Zoology 70(4):571-585, DOI: 10.26049/VZ70-4-2020-03. S. 573.
2. 1 2 3 4  Gerald Mayr (2009): Phylogenetic relationships of the paraphyletic of caprimulgiform birds (nightjars and allies). Journal Zoological Systematics Evolutionary Research. doi: 10.1111/j.1439-0469.2009.00552.x
3. 1 2 3 4 5  Albert Chen, Noor D. White, Roger B.J. Benson, Michael J. Braun und Daniel J. Field. 2019. Total-Evidence Framework Reveals Complex Morphological Evolution in Nightbirds (Strisores). Diversity. 11(9); 143. DOI: 10.3390/d11090143
4. ↑  Jean Cabanis (1847). Ornithologische Notizen. II. Archiv für Naturgeschichte. Berlin. 13 (1): 308–352. online bei biodiversitylibrary.org
5. 1 2 3  Richard O. Prum et al. A comprehensive phylogeny of birds (Aves) using targeted next-generation DNA sequencing. Nature, Oktober 2015; doi: 10.1038/nature15697
6. ↑  Hackett et al.: A Phylogenomic Study of Birds Reveals Their Evolutionary History. Science 27. Juni 2008: Vol. 320. no. 5884, pp. 1763–1768 doi:10.1126/science.1157704
7. ↑  Gerald Mayr (2014): The origins of crown group birds: molecules and fossils. Palaeontology 57: 231–242. doi: 10.1111/pala.12103
8. ↑  IOC World Bird List v11.1 Diary 2021 Mar 14 Split Strisores into six orders rather than two. Add Steatornithiformes, Nyctibiiformes, Podargiformes and Aegotheliformes
9. ↑  R. Terry Chesser, Kevin J. Burns, Carla Cicero, Jon L. Dunn, Andrew W. Kratter, Irby J. Lovette, Pamela C. Rasmussen, J. V. Remsen Jr., James D. Rising, Douglas F. Stotz, Kevin Winker: Fifty-seventh Supplement to the American Ornithologists' Union Check-list of North American Birds. In: The Auk. Band 133, Nr. 3, 2016, S. 544–560, doi:10.1642/AUK-16-77.1.